# トニー・サネー
トニー・ハリー・サネー（Anthony Harry Sanneh、1971年6月1日 - ）は、アメリカ合衆国の元サッカー選手。元アメリカ代表。ポジションはディフェンダー。

## 来歴
1997年にアメリカ代表デビュー。2002 FIFAワールドカップ・北中米カリブ海予選・最終予選では9試合に出場、2002 FIFAワールドカップ出場権を獲得した。ワールドカップでは全5試合に出場、ベスト8まで勝ち上がった。2005 CONCACAFゴールドカップにも出場、優勝した。アメリカ代表で43試合に出場、3得点をあげた。

## 代表歴

### 出場大会
- アメリカ代表
  - 2002 FIFAワールドカップ

### 試合数
- 国際Aマッチ 43試合 3得点（1997年-2005年）[1]

| アメリカ代表 | 国際Aマッチ | 国際Aマッチ |
| 年           | 出場        | 得点        |
| ------------ | ----------- | ----------- |
| 1997         | 3           | 0           |
| 1998         | 0           | 0           |
| 1999         | 2           | 1           |
| 2000         | 10          | 0           |
| 2001         | 11          | 0           |
| 2002         | 11          | 1           |
| 2003         | 0           | 0           |
| 2004         | 4           | 1           |
| 2005         | 2           | 0           |
| 通算         | 43          | 3           |